# Паррільяс
Паррільяс (ісп. Parrillas) — муніципалітет в Іспанії, у складі автономної спільноти Кастилія-Ла-Манча, у провінції Толедо. Населення — 424 особи (2010).
Муніципалітет розташований на відстані близько 120 км на захід від Мадрида, 90 км на захід від Толедо.

## Демографія
Динаміка населення (INE ):

## Галерея зображень

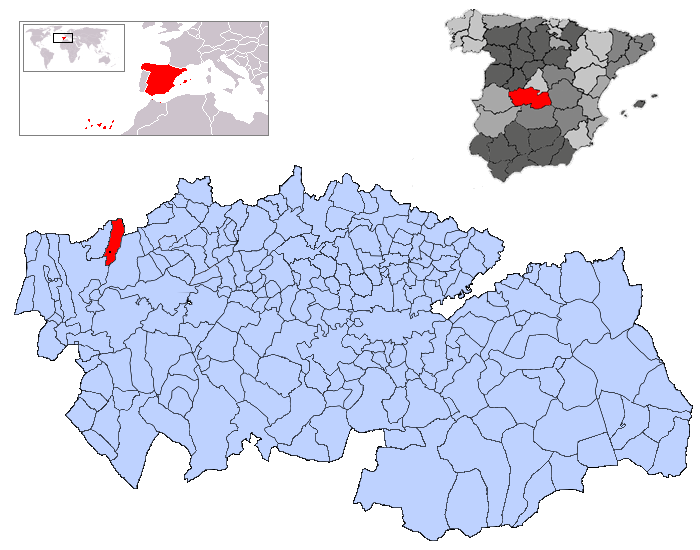
Розташування муніципалітету у провінції Толедо